# Famille de Bigorie
Pour les articles homonymes, voir Bigorie.
La famille (de) Bigorie famille originaire de Lubersac en Corrèze et connue depuis le notaire lubersacois Jacques Bigorie qui exerça de 1526 à 1598, lui-même fils d'un notaire. Implantée à Lubersac et alentour, cette famille très nombreuse occupait des charges de judicature et presque tous les membres masculins étaient des hommes de loi.

## Histoire
Selon des notices familiales acceptées par Louis de Nussac, les origines de cette famille seraient basques et bigoraines jusqu'en 1350. Ces hypothèses sont jugées fantaisistes par Jean-Baptiste Champeval, qui, avec d'autres sources, indique une origine de la commune de Chamboulive en Corrèze.
On trouve comme prieurs à l'abbaye d'Aureil (commune de Montgibaud en Corrèze) dépendant de l'abbaye de Solignac, dès 1465 un Jean de Bigorie puis en 1525 un Étienne de Bigorie[source insuffisante].
Jacques Bigorie, notaire à Lubersac en 1526 a donné naissance à deux fils :
- Antoine Guy Bigorie (ou Bigorye), à l'origine de la branche Bigorie de Laschamps
- Pierre Bigorie (ou Bigorye), à l'origine de la branche Bigorie du Chambon

De cette famille, sont issues des personnalités qui ont marqué l'histoire locale et des lignées d'hommes au service de l'ordre judiciaire.
La branche des Bigorie du Chambon s'est éteinte avec Aubin.

## Personnalités
Sous l'Ancien Régime, cette famille donne des hommes de loi (praticiens, greffiers, notaires, avocats, juges, procureurs), des hommes d’Église ou des seigneurs locaux.
- Pierre de Bigorie (1650-1694), licencié de droit à Bordeaux en 1666, fut juge de la baronnie de Bré, agent d'affaires des Hautefort pour les marquisats de Ségur-Pompadour, seigneur de Sous-le-Civadeau. Ses armes furent enregistrées à l'armorial général de France en 1696[5].
- François de Bigorie (1682-1746), fils du précédent, avocat en parlement, lieutenant de Bré-Lubersac, subdélégué de l'Intendant de Limoges pour Lubersac, seigneur de Poulhiac, du Chambon et de Caramigeas. Boursier de la fondation Chanac-Pompadour (connue sous le nom de collège parisien de Saint-Michel, aujourd'hui Lycée Louis-le-Grand)
- Pierre Bigorie du Chambon (1721-1779), fils du précédent, avocat, juge royal de la baronnie de Bré et du marquisat de Pompadour, lieutenant de Bré-Lubersac, subdélégué de l'intendant de Limoges, seigneur de Poulhiac, du Chambon et de Caramigeas.
- Aubin Bigorie du Chambon (1756-1793), fils du précédent, président trésorier général de France à Limoges, juge de Bré, maire de Lubersac, député girondin sous la Convention nationale, cousin de Joseph Souham baron et général d'Empire.
- François de Bigorie de Laschamps (1815-1885), « vicomte de Bigorie », premier président de la cour d'Appel de Colmar, commandeur de la Légion d'honneur[6], grand-officier de l’ordre royal du Lion de Zaehringen de Bade, chevalier de Saint-Grégoire le Grand, historien et homme de lettres. Il est le fils de Geoffroy Bigorie procureur à la Cour Impériale de Bastia et le petit-fils de François Bigorie procureur et notaire. Il eut pour fils François-Aubin de Bigorie de Laschamps, substitut à Colmar.

## Armes
| Blason de la famille de Bigorie | Les armes de la famille de Bigorie furent enregistrées par d'Hozier en 1696 : de sinople à trois pals d'argent,. Au XIXe siècle, la branche dite de Laschamps rajoute une couronne de comte et deux griffons en support. Gustave Chaix d'Est-Ange attribue également à la famille la devise "Rectè" ("droiture" en latin), à relier aux juristes et magistrats que la famille a comptés. |

## Alliances
La famille Bigorie est notamment alliée aux familles de Lubersac, de Beaune, de Lissac, Mazard de Moissac, Dandaleix de Frémont, Souham, Lamoureux de Chaumont, du Teilhet de Lamothe, de Foucauld de Malembert[Pas dans la source].